# Eleni Larsson
Eleni Larsson, född 9 februari 1993, är en svensk friidrottare (primärt släggkastning). Hon vann SM-guld i viktkastning inomhus år 2012 och 2015. Larsson tävlar för Huddinge AIS.
Vid junior-EM i Tallinn, Estland år 2011 deltog Eleni Larsson i slägga men slogs ut i kvalet. 57,53 räckte till en trettondeplats och hon var 4 cm från en kvalificerande tolfteplats.
Larsson deltog 2013 i slägga vid U23-EM i Tammerfors och gick till final efter nästbästa resultatet, 67,13, i kvalet. I finalen kastade hon 64,88 vilket gav en hedrande sjundeplats.
Vid U23-EM i Tallinn 2015 deltog Eleni Larsson i slägga och tog sig till final med ett kast på 65,66 m. I finalen kastade hon dock bara 60,99 vilket gav en elfte plats.

## Personliga rekord
| Utomhus - Kulstötning – 10,32 (Växjö 18 september 2011) - Slägga – 68,76 (Tjeboksary, Ryssland 21 juni 2015) | Inomhus - Viktkastning – 21,08 (Huddinge 17 januari 2015) |